# Wola Łącka
Wola Łącka – wieś sołecka w Polsce położona w województwie mazowieckim, w powiecie płockim, w gminie Łąck.
| SIMC    | Nazwa     | Rodzaj    |
| ------- | --------- | --------- |
| 0569740 | Nowe Budy | część wsi |

Wieś duchowna położona była w drugiej połowie XVI wieku w powiecie gąbińskim ziemi gostynińskiej województwa rawskiego. W latach 1975–1998 miejscowość administracyjnie należała do województwa płockiego.